# Liste der Bischöfe von Cremona
Die folgenden Personen waren Bischöfe des Bistums Cremona in Italien:
- Stefan I. (320–342)
- Sirino I. (342–380)
- Auderio (381–391)
- Konrad
- Vincenzo (407–?)
- Heiliger Sirino II. (422–451)
- Johannes I. (451–?)
- Eustasius oder Eustachio (491–zirka 513)
- Crisogono † (513–537)
- Felix (537–562)
- Creato (563–zirka 584)
- Sisto (584–zirka 609)
- Desiderius I. (609–610)
- Anselm (610–?)
- Eusebius (zirka 637–?)
- Bernard (670–?)
- Desiderius II. (679–?)
- Zeno, O.S.B. (703–?)
- Silvino (733–?)
- Stefan II. (776–?)
- Walfred (816–818)
- Atto (818–823)
- Siniperto degli Addobati (823–?)
- Pancoardo (840–851)
- Benedikt (zirka 851–zirka 878)
- Lando (zirka 878–?)
- Johannes II. (zirka 915–924)
- Darimbert (931–960)[1]
- Liutprand (962–970/972)
- Olderico (973–1004)
- Landolf (1007–1030)
- Ubald (1031–1067)
- Arnolf (1069–1091, Anhänger des Gegenpapstes Clemens III. seit 1080)
- Oberto (1086–1087/97)
- Ugo, Anhänger des Gegenpapstes Clemens III. (um 1105–1112/19)
- Uberto (1119–1162)
- Presbitero (1162/1163–1167)
- Emanuele, O.Cist. (1. Mai 1167–27. Februar 1168)
- Offredo degli Offredi (1168–1185)
- Sicardo (1185–1215)
- Omobono de Madalberti (zirka 1215–1248)
  - Giovanni Buono de Geroldi (1248–1249) (Elekt)
- Bernerio (1249–zirka 1260)
- Cacciaconte da Somma (1261–1288)
- Ponzio Ponzoni (1288–1290)
- Bonizone (zirka 1290–zirka 1296)
- Rainerio de Casoli (1296–1311)
- Egidiolo Bonseri (1311–1317)
- Egidio Madalberti (1318–1327)
- Ugolino di San Marco, O.P. (1327–1349) 	 
  - Dondino (1328–1331) (Gegenbischof)
- Ugolino Ardengheri (1349–1361)
- Pietro Capello (1361–1383)
- Marco Porri (1383–1386) (auch Bischof von Cenada)
- Giorgio Torti (1386–1389)
- Tommaso Visconti (1390)
- Francesco Lante, O.F.M. (1390–1401) (auch Bischof von Bergamo)
- Pietro Grassi (1401–1402) (auch Bischof von Pavia)
- Francesco Lante (1402–1405)
- Bartolomeo Capra (1405–1411)
- Costanzo Fondulo (1412–1423)
- Venturino de Marni, O.S.B. (1423–1457)
- Bernardo Rossi (1458–1466) (auch Bischof von Novara)
- Giovanni Stefano Bottigella (1466–1476)
- Giacomo Antonio della Torre (1476–1486)
- Ascanio Maria Kardinal Sforza (1486–1505) (Apostolischer Administrator)
- Galeotto Kardinal Franciotti della Rovere (1505–1507) (Apostolischer Administrator)
- Gerolamo Trevisan, O.Cist. (1507–1523)
- Pietro Kardinal de Accolti de Aretio (1523–1524)
- Benedetto Accolti (1523–1549)
- Francesco Kardinal Sfondrati (1549–1550)
- Federico Kardinal Cesi (1551–1560) (Apostolischer Administrator)
- Niccolò Kardinal Sfondrati (1560–1590)
- Cesare Speciano (1591–1607)
- Paolo Emilio Kardinal Sfondrati (1607–1610)
- Giambattista Brivio (1610–1621)
- Pietro Kardinal Campori (1621–1643)
- Francesco Visconti (1643–1670)
- Pietro Isimbardi, O.Carm. (1670–1675)
- Agostino Isimbardi, O.S.B.Cas. (1675–1681)
- Lodovico Settala (1681–1697)
- Alessandro Croce (1697–1704)
- Carlo Ottaviano Guasco (1704–1717)
- Alessandro Maria Litta (1718–1749)
- Ignazio Maria Fraganeschi (1749–1790)
- Omobono Offredi (1791–1829)
- Karl Emanuel Sardagna von Hohenstein (1830–1837)
- Bartolomeo Casati (1839–1844)
- Bartolomeo Carlo Romilli (1846–1847) (auch Erzbischof von Mailand)
- Antonio Novasconi (1850–1867)
- Geremia Bonomelli (1871–1914)
- Giovanni Cazzani (1915–1952)
- Danio Bolognini (1952–1972)
- Giuseppe Amari (1973–1978)
- Fiorino Tagliaferri (1978–1983)
- Enrico Assi (1983–1992)
- Giulio Nicolini (1993–2001)
- Dante Lafranconi (2001–2015)
- Antonio Napolioni (seit 2015)